# Roger Stein

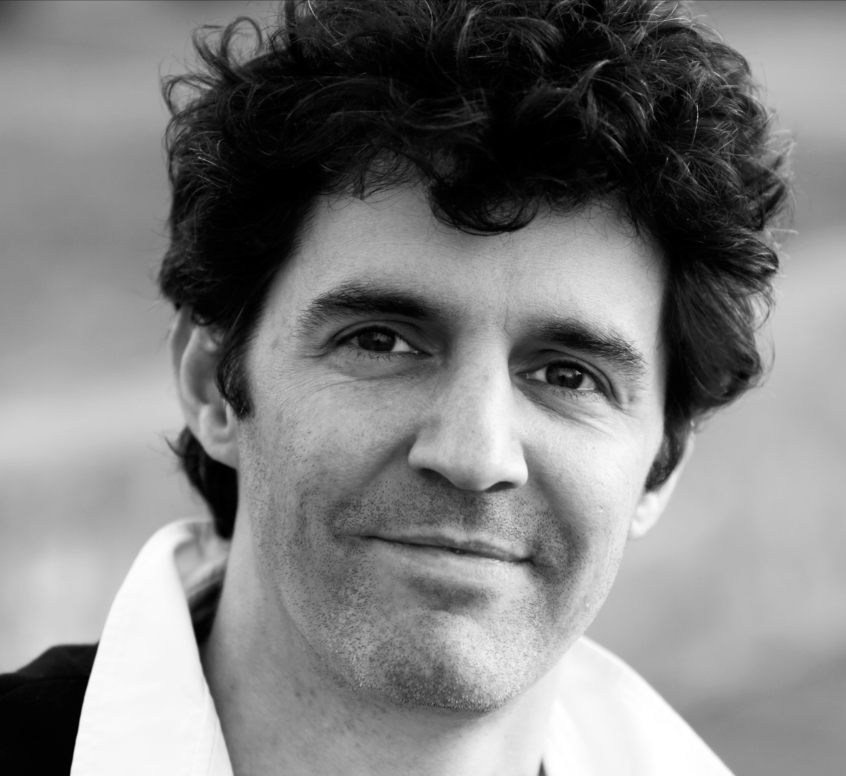
Roger Stein, vor 2015

Roger Stein (* 29. März 1975 in Männedorf am Zürichsee in der Deutschschweiz) ist ein Schweizer Autor, Musiker, Liedermacher, Singer-Songwriter und Komponist.

## Leben
Roger Stein wuchs nach dem frühen Tod seines Vaters als Einzelkind in Männedorf am Zürichsee auf und erhielt mit acht Jahren seinen ersten Klavierunterricht. Sein erstes Lied schrieb er mit sechs Jahren auf einer Ukulele. Nach der Matura an der Kantonsschule Stadelhofen in Zürich, studierte er ein Semester Germanistik an der Universität Zürich und übersiedelte anschliessend nach Wien. 

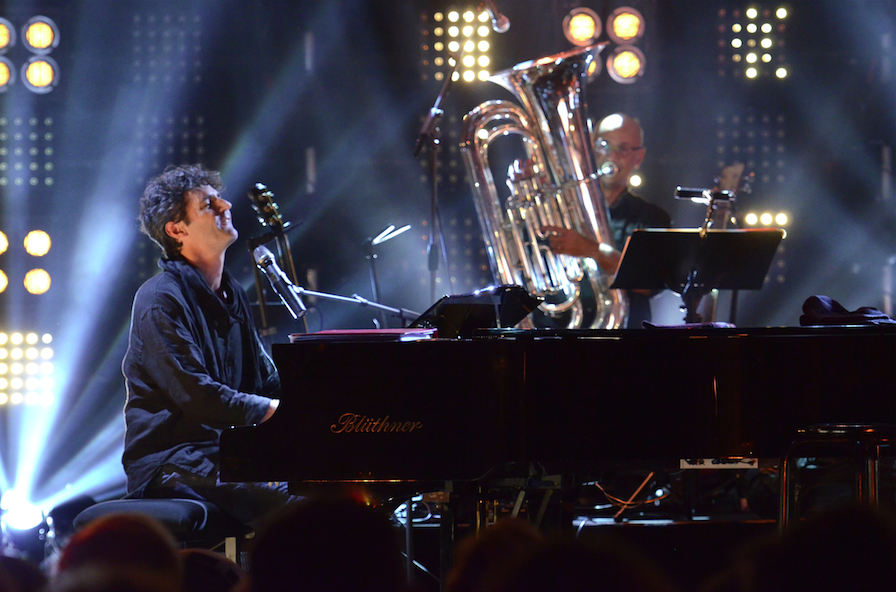
Roger Stein – live beim 3Sat-Festival 2014

Er absolvierte ein klassisches Gesangsstudium an der Universität für Musik und darstellende Kunst in Wien bei Adelheid Schmid-Hornich sowie ein Studium der Theaterwissenschaft, Germanistik und Philosophie an der Universität Wien und promovierte bei Ulf Birbaumer und Wynfrid Kriegleder über Das deutsche Dirnenlied im literarischen Kabarett von 1901–1933 (Böhlau Verlag 1. Aufl. 2006; 2. Aufl. 2007). 
Während seiner Studienzeit wirkte er bei zahlreichen Opernproduktionen und Theaterstücken mit, arbeitete als Gag-Autor für Comedy-Fernsehformate und spielte die Titelrolle im Stück Der nackte Schubert. Er schrieb und komponierte Lieder, Chansons und Bühnenmusiken für zahlreiche Kabarettisten und Bühnenkünstler und vertonte u. a. auch Gedichte von Else Lasker-Schüler für Streichquartett und Sprechstimme.
Mit seinen eigenen Liedern trat er in Bars, Clubs und auf Kleinkunstbühnen auf – u. a. in der Broadway Piano Bar, wo er auch Sandra Kreisler kennenlernte, mit der zusammen er 2006 die Musikformation Wortfront gründete.

Das Debüt-Album von Wortfront Lieder eines Postmodernen Arschlochs, das auf dem Label Extraplatte erschienen ist, wurde auf Anhieb durch den Preis der deutschen Schallplattenkritik (03/2006) ausgezeichnet. Neben Text und Musik ist Roger Stein bei Wortfront auch als künstlerischer Produzent verantwortlich.

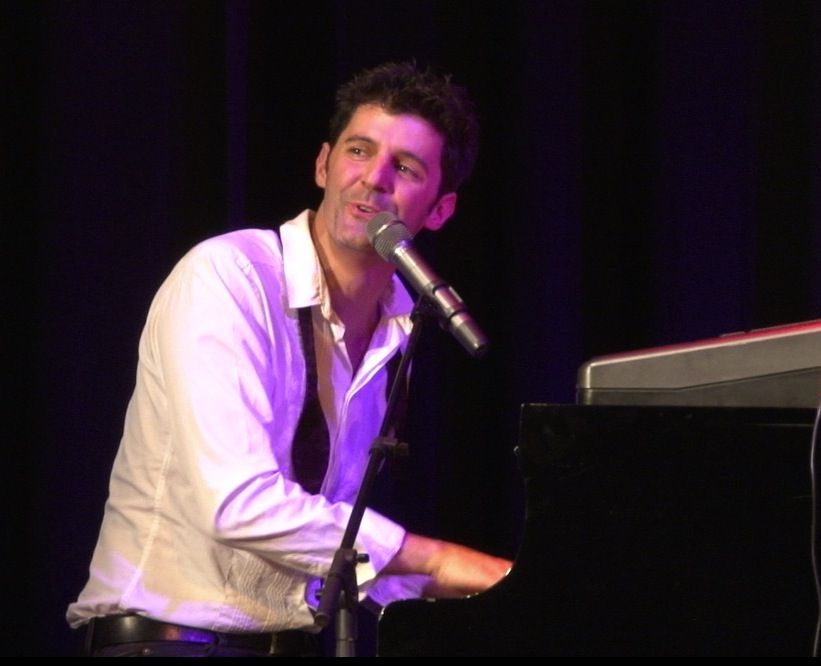
Roger Stein Live in Goslar 2012

2012 war Roger Stein zum ersten Mal als Solist auf dem legendären Liedermacherfestival Songs an einem Sommerabend auf Kloster Banz zu sehen. 2013 veröffentlichte er auf dem Label Sturm und Klang von Konstantin Wecker seine erste Solo-CD Lieder ohne mich, 2018 sein zweites Solo-Album Alles vor dem Aber – ebenfalls bei Sturm und Klang. Im selben Jahr erschien sein Lyrikband «Business-Lyrik – Komische Poesie am Rande des Absurden».
2019 trat er zum dritten Mal bei Lieder auf Banz auf – diesmal nicht solo, sondern mit Band.
Roger Stein lebt in Berlin, Wien und Zürich.

## Zitate
«Künstler, die zu viel reflektieren, sind heute verdächtig.» In: Die Zeit, Nr. 50, 7. Dezember 2006, S. 50 (Gesang im Bordell, ein Artikel von Kai Michel über Roger Stein)
Humor ist die einzige Waffe, mit der man dem Schmerz entgegentreten kann […].

## Werke
- Elementare Lieder (2004)
- The Jelinek-Song (2004/05)
- Update – Das Album zur gleichnamigen Ausstellung im Künstlerhaus Wien (2005)
- Lichtblicke – Filmmusik zur gleichnamigen Sendereihe auf 3sat
- Kompositionen für Ausserirdische (2005)
- Let me be your Papageno – Der Wiener Mozartjahr-Song (2006)
- Kreisler + Stein – Schwanzersatz (Maxi-CD, mit Sandra Kreisler), (August 2005), (Pre-Release für die Lieder eines postmodernen Arschlochs)
- Wortfront – Lieder eines Postmodernen Arschlochs (Audio-CD, mit Sandra Kreisler) (Juli 2006)
- Wortfront – Penetrant Besinnlich – Das andere Weihnachtsalbum (Audio-CD, mit Sandra Kreisler) (November 2006)
- Das deutsche Dirnenlied – Literarisches Kabarett von Bruant bis Brecht (2006) 550 Seiten ISBN 978-3-412-03306-4
- Wortfront – Von vorn mit Anlauf (Audio-CD, mit Sandra Kreisler) (September 2008)
- Wortfront – Aktion «Deutschland sucht den Scheisstypen des Jahres»[8] (2009)
- Wortfront – Freilandherz (Audio-CD, mit Sandra Kreisler) (März 2010)
- Lieder ohne mich (Soloalbum) (September 2013 – Sturm & Klang)
- Alles vor dem Aber (Soloalbum) (September 2018 – Sturm & Klang)
- Business-Lyrik – Komische Poesie im Beifall des Absurden, edition freiflug, Berlin: 2019 ISBN 978-3-96443-284-1.

## Auszeichnungen

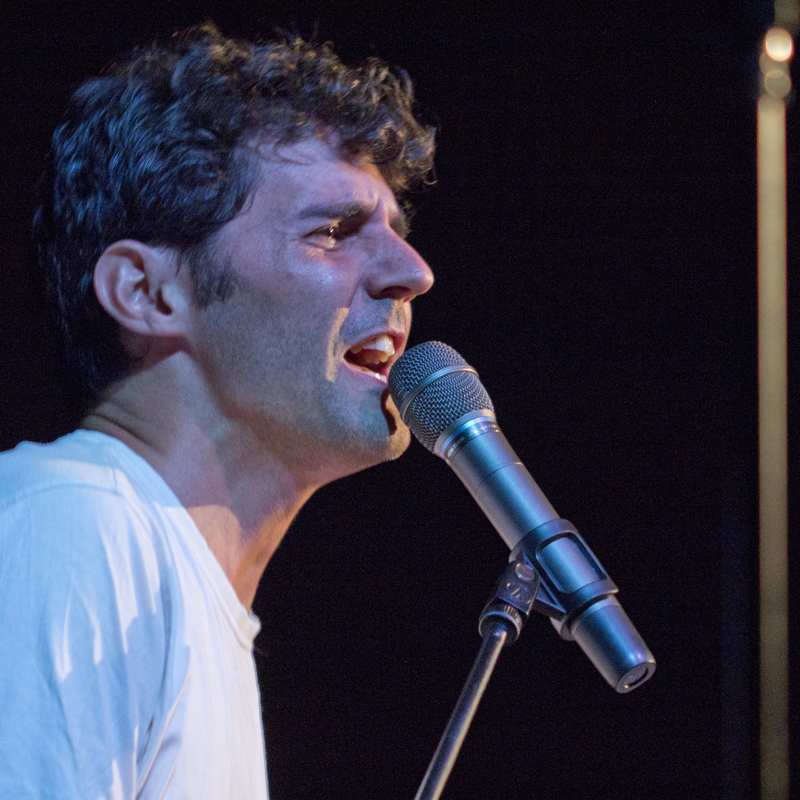
Roger Stein beim Volksstimmefest 2010 in Wien

- 2006 – Preis der deutschen Schallplattenkritik für Lieder eines postmodernen Arschlochs
- 2010 – Meißner Drossel für das beste deutschsprachige Lied[9]
- 2011 – Deutsch-französischer Chanson- und Liedermacherpreis Sulzbacher Salzmühle (1. Preis Jury, Publikumspreis und Sonderpreis)[10]
- 2011 – Hessischer Musik- und Kleinkunstpreis Herborner Schlumpeweck (Gemeinsam mit Sandra Kreisler als WORTFRONT, 1. Preis Jury und Publikumspreis)[11]
- 2011 – Niedersächsischer Laubenpieper (2. Platz)
- 2011 – Finalist beim Fränkischen Kabarettpreis in Arnstein (3. Preis)[12]
- 2012 – Songpoetenpreis der Hanns-Seidel-Stiftung
- 2013 – Troubadour Chanson & Liedwettbewerb (1. Preis)[13]
- 2014 – Stockstädter Liedermacherpreis (1. Preis)[14]
- 2014 – Paderborner Einohr (1. Platz (Das goldene Einohr))[15]
- 2016 – Kleinkunstfestival Die Krönung in Aadorf (1. Preis (König))[16]

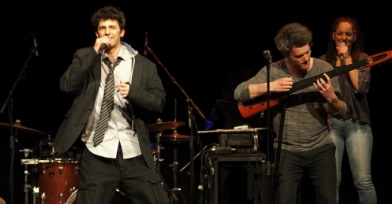
Roger Stein mit Wortfront Live in Linz 2011